# 石井健一郎 (政治家)
石井 健一郎（いしい けんいちろう、1968年5月11日 - ）は、日本の政治家。兵庫県議会議員（5期）。
自治大臣や国家公安委員会委員長、国土庁長官、民主党副代表、衆議院議員、参議院議員等を歴任した石井一は伯父。また、元参議院議員の石井一二も伯父。西宮市長の石井登志郎は弟。

## 来歴
兵庫県神戸市生まれ。甲南大学法学部卒業。
元自治省(現総務省)大臣秘書官

衆議院議員石井一 元公設第一・政策担当秘書